# Castillo de Zahara de la Sierra
El castillo de Zahara de la Sierra es un castillo de época nazarí que se encuentra en la localidad andaluza de Zahara de la Sierra, entre el embalse de Zahara y el parque natural de la Sierra de Grazalema. Fue declarado Bien de Interés Cultural en 1985 y se encuentra a 600 metros sobre el nivel del mar.

## Historia
Sus orígenes se remontan a época del Reino nazarí de Granada. En 1282 el rey castellano Alfonso X el Sabio solicita una entrevista con el sultán benimerí Abu Yúsuf Yaqub ibn Abd al-Haqq solicitando su ayuda para luchar contra su hijo Sancho IV que se había sublevado. El sultán decidió celebrar dicha reunión en el castillo, en la frontera con el Reino nazarí.
En 1407 fue conquistada por el monarca castellano Juan II y permaneció en poder cristiano hasta 1481, cuando volvió a manos de los nazaríes. No obstante, la conquista cristiana definitiva llegó tan solo dos años después, cuando Rodrigo Ponce de León, marqués de Cádiz, la toma para los Reyes Católicos.
El saqueo de la villa en 1410 por el emir de Granada, llevó al infante Fernando a tomar Antequera.
Albergó un uso militar por última vez durante la Guerra de independencia española, ya que el castillo estaba ocupado por las fuerzas francesas del general Soult. La ofensiva española estuvo a cargo de Pedro de Pineda.

## Conservación

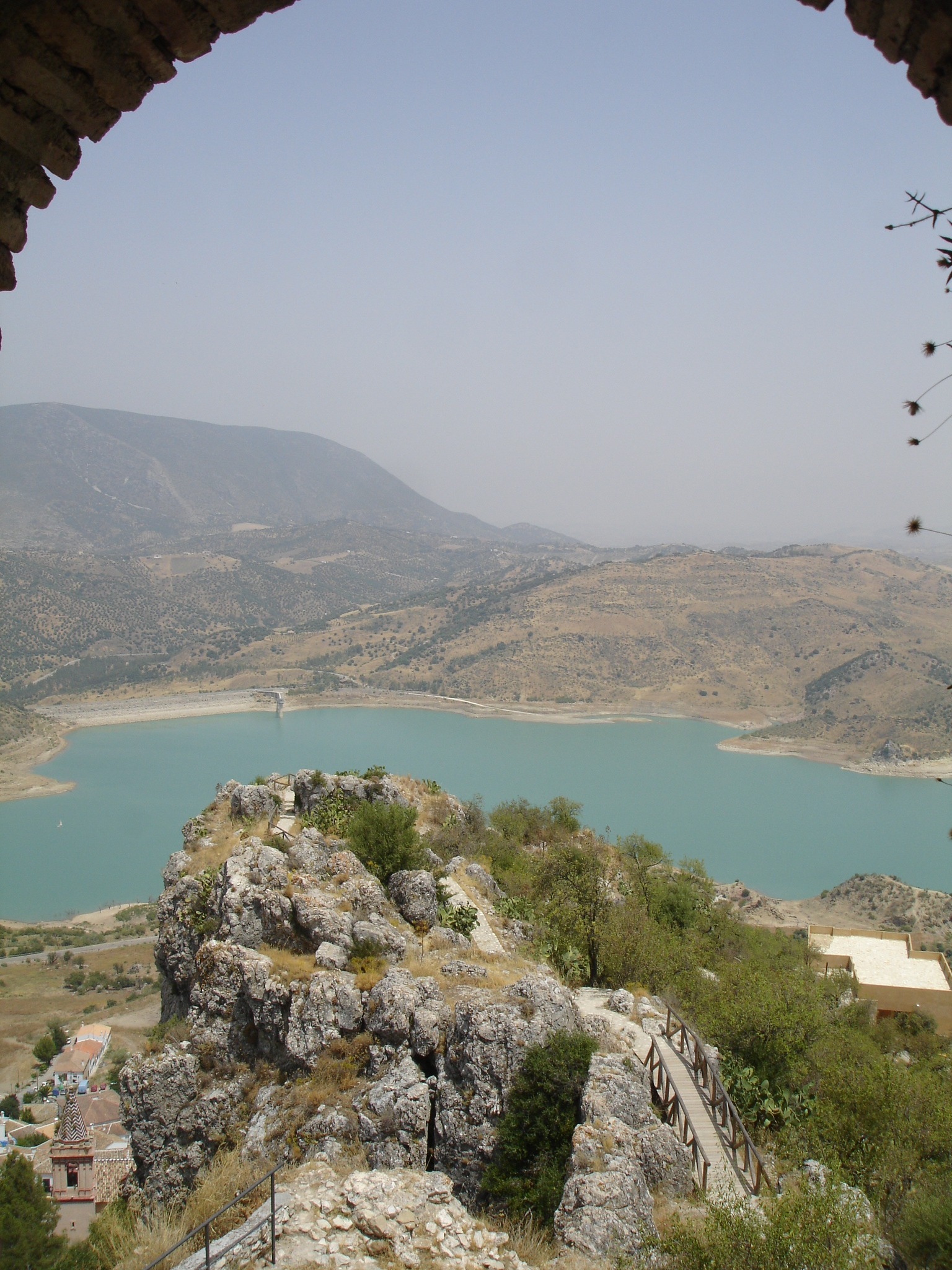
Vista desde el castillo.

Del castillo sólo se conservan algunos lienzos de muralla (tanto de época nazarí como cristiana), bajo la que existe un aljibe árabe. A la torre se puede subir y desde la que se tiene vistas de Zahara, su embalse y algunos pueblos cercanos, como Algodonales y Olvera.